# Дымица
Дыми́ца — река в Сафоновском районе Смоленской области России. Правый приток реки Дыма (бассейн Днепра).

## Характеристика
Длина — 17 км, площадь бассейна — 63 км². Исток в болоте южнее ж/д линии Москва — Минск. Течёт преимущественно на запад-северо-запад. На берегах реки расположены деревни (от истока к устью): Плешково, Алфёрово (имеется мост на ж/д линии), Марьино, Кононово, Уварово, крупная деревня Зимницы, Федино и Урюпино. Ближе к деревне Екатеринино впадает в Дыму.
Основной приток — река Черношейка (впадает справа у деревни Уварово).